# Сет (Хайборийская Эра)
Сет, или Отец Сет, Старый Змей (англ. Father Set) — вымышленное божество стигийцев из произведений Роберта Говарда о Хайборийской эре. Представляет собой змееподобного бога, стоящего во главе зловещего пантеона стигийских божеств.

## Образ в произведениях Роберта Говарда
Религия в Стигии играет одну из важнейших ролей, каста священнослужителей обладает огромным влиянием на государственном уровне. Главенствующим же культом в Стигии является культ Змея, представленного верховным божеством стигийского пантеона Сетом, которому по-видимому, поклонялись ещё в Турийскую эру. Характер верований в Сета имеет зоолатрическую форму. К примеру, известный стигийский обряд предписывает с наступлением темноты выпускать из храмов священных питонов, которые могут беспрепятственно бродить по городу и убивать прохожих. Убийство такого священного змея считается святотатством и карается смертью. Образ древнеегипетского Сета явно не совпадает с образом змееподобного Сета у Говарда, по-видимому, автор частично использовал иконографию другого древнеегипесткого божества Апофиса. Согласно рассказу «Долина червя», Сета позднее стали идентифицировать с Сатаной. Возможно, Роберт Говард, используя Сета в своих рассказах, черпал вдохновение от высказываний Рене Генона, который говорил о демонопоклонском характере верований древних египтян, в частности сопоставляя Сета и Сатану. Часто у Говарда подчёркивается то, что стигийцы являются змеепоклонниками. Самым распространённым символом Сета является свернувшаяся змея, кусающая собственный хвост. Сет упоминается как главный враг другого божества — Митры, почитаемого хайборийцами в качестве змееборца, а их культы вечно враждуют.
Ибис сражается с Сетом с первого рассвета над землей, а Карантес борется со жрецами Сета всю свою жизнь...

Это знак Сета, Старого Змия, божества стигийцев!...

Это реликт из времен, когда Сет ходил по земле в обличье человека. Возможно, раса, которая пошла от него, хранила останки своих царей в таких футлярах, как этот.
Центральным местом почитания Сета является город Кеми, где ему посвящена гигантская пирамида, в которой отправляются ужасные ритуалы его почитателей. Верховным жреческим органом почитания Сета является Орден Чёрного Круга, в котором наибольшим авторитетом пользовался колдун Тот Амон, известный по произведениям «Бог из чаши», «Феникс на мече», «Повелитель кольца», «Не рой мне могилу» и «Час дракона». Жрецы Сета помимо некромантии, демонологии и другого рода чёрной магии владеют смертоносным боевым искусством, называемым Чёрной ладонью Сета; умело использующий Чёрную ладонь жрец может одним прикосновением пятерни убить человека, оставив след от своей ладони на груди жертвы.
Конкурирующим культом считается культ Ибиса, представленный в рассказе Говарда «Бог из чаши». В этом же рассказе фигурируют Дети Сета — говорящие змеи.

## Marvel Comics
Сет, как и многие другие божества и персонажи, вышедшие из-под пера Роберта Говарда, стал частью вселенной Marvel и впервые был упомянут в выпуске Conan the Barbarian, Vol.1 #7 в июле 1971 года. Далее он использовался за рамками Хайборийской эры в качестве противника или союзника других злодеев и героев комикс-вселенной.

## Фильмы
В фильме 1982 года «Конан-варвар» колдун и завоеватель Тулса Дум является жрецом Сета, широко раскинувшим своё влияние и манипулирующим многими государствами Хайбории.
В мультсериале «Приключения Конана-варвара» Сета озвучил Ричард Ньюмен.

## В прочих произведениях
Многие продолжатели творчества Роберта Говарда, а также литературные критики отмечали сходство описываемых культов Змея времён Турийской Эры и Сета, так же как цикл о Конане является преемственным от цикла о Кулле. Сам Роберт Говард прямо не идентифицировал эти два культа, что не помешало таким писателям, как Леон Спрэг де Камп и Лин Картер, сделать это за него.